# Ommata taraleaphila
Ommata taraleaphila là một loài bọ cánh cứng trong họ Cerambycidae.